# Superliga 2021-2022 (Serbia)
La SuperLiga 2021-2022 è stata la sedicesima edizione del campionato serbo di calcio, iniziata il 16 luglio 2021 e terminata il 22 maggio del 2022. La Stella Rossa, squadra campione in carica, si è riconfermata anche in questa stagione per l'ottava volta nella sua storia, la trentatreesima totale.

## Stagione

### Novità
Le squadre partecipanti sono state ridotte da 20 a 16. Dalla stagione precedente sono state retrocesse Rad Belgrado, Javor Ivanjica, Inđija, Zlatibor Čajetina, Mačva Šabac e Bačka B. Palanka, ultime sei squadre classificate. Dalla Prima Lega sono state invece promosse Radnički Kragujevac e Kolubara. prime due classificate.

### Formula
Il campionato si svolge in due fasi: nella prima le sedici squadre partecipanti si affrontano in un girone all'italiana con partite di andata e ritorno, per un totale di 30 giornate. Successivamente, le squadre vengono divise in due gruppi in base alla classifica: le prime otto formano un nuovo girone e competono per il titolo e la qualificazione alle competizioni europee; le ultime otto, invece, lottano per non retrocedere in Prva Liga Srbija. Al termine della competizione, nel girone per il titolo, la squadra prima classificata è campione di Serbia e si qualifica per il terzo turno di qualificazione della UEFA Champions League 2022-2023, mentre le squadre classificate al secondo e al terzo posto si qualificano per il secondo turno di qualificazione della UEFA Europa Conference League 2022-2023. La vincitrice della Coppa di Serbia invece viene ammessa al terzo turno di qualificazione della UEFA Europa League 2022-2023. Nel girone per la salvezza le ultime quattro classificate vengono retrocesse direttamente in Prva Liga.

## Squadre partecipanti
| Club                | Città            | Stadio             | Stagione precedente    |
| ------------------- | ---------------- | ------------------ | ---------------------- |
| Čukarički           | Belgrado         | Stadio Čukarički   | 3º posto in Superliga  |
| Kolubara            | Lazarevac        | Stadio Kolubara    | 2º posto in Prima Lega |
| Metalac             | Gornji Milanovac | Stadion Metalac    | 9º posto in Superliga  |
| Mladost Lučani      | Lučani           | Stadio Mladost     | 7º posto in Superliga  |
| Napredak Kruševac   | Kruševac         | Stadio Mladost     | 11º posto in Prva Liga |
| Novi Pazar          | Novi Pazar       | Stadio municipale  | 12º posto in Prva Liga |
| Partizan            | Belgrado         | Stadio Partizan    | 2º posto in Superliga  |
| Proleter Novi Sad   | Novi Sad         | Stadio Karađorđe   | 8º posto in Superliga  |
| Radnički Kragujevac | Kragujevac       | Stadio Čika Dača   | 1º posto in Prima Lega |
| Radnički Niš        | Niš              | Stadio Čair        | 13º posto in Superliga |
| Radnik Surdulica    | Surdulica        | Stadio municipale  | 6º posto in Superliga  |
| Spartak Subotica    | Subotica         | Stadio municipale  | 10º posto in Superliga |
| Stella Rossa        | Belgrado         | Stadio Rajko Mitić | Campione di Serbia     |
| TSC Bačka Topola    | Bačka Topola     | TSC Arena          | 5º posto in Superliga  |
| Vojvodina           | Novi Sad         | Stadio Karađorđe   | 4º posto in Superliga  |
| Voždovac            | Belgrado         | Stadio Bojan Majić | 14º posto in Superliga |

## Allenatori
| Club                | Allenatore                                                                                           |
| ------------------- | --- |
| Čukarički           | Dusan Djordjevic (1ª-5ª) Saša Ilić (6ª-30ª) Milan Lešnjak (31ª-38ª)                                  |
| Kolubara            | Zoran Milinković                                                                                     |
| Metalac             | Žarko Lazetić (1ª-18ª) Milija Žižić (19ª-38ª)                                                        |
| Mladost Lučani      | Darko Rakočević (1ª-23ª) Dragiša Žunić (24ª-38ª)                                                     |
| Napredak Kruševac   | Milan Đuričić (1ª-23ª) Ivan Stefanović (24ª-28ª) Zoran Milinković (29ª-38ª)                          |
| Novi Pazar          | Milan Milanović (1ª-8ª) Kenan Kolašinac (9ª-13ª) Dragan Radojičić (14ª-23ª) Tomislav Sivić (24ª-38ª) |
| Partizan            | Aleksandar Stanojević                                                                                |
| Proleter Novi Sad   | Branko Žigić (1ª-3ª) Dušan Bajić (4ª-38ª)                                                            |
| Radnički Kragujevac | Vladimir Radenkovic (1ª-16ª) Zoran Milinković (17ª-21ª) Nenad Lalatović (22ª-38ª)                    |
| Radnički Niš        | Aleksandar Stanković (1ª-6ª) Radomir Koković (7ª-9ª) Radoslav Batak (10ª-38ª)                        |
| Radnik Surdulica    | Igor Bondžulić (1ª-8ª) Dušan Đorđević (9ª-38ª)                                                       |
| Spartak Subotica    | Vladimir Buač (1ª-12ª) Vladimir Gaćinović (13ª-22ª) Nebojša Vučković (23ª-38ª)                       |
| Stella Rossa        | Dejan Stanković                                                                                      |
| TSC Bačka Topola    | Mladen Krstajić (1ª-13ª) Mirko Jovanović (14ª-18ª) Žarko Lazetić (19ª-38ª)                           |
| Vojvodina           | Slavoljub Đorđević (1ª-27ª) Dragan Radojičić (28ª-38ª)                                               |
| Voždovac            | Predrag Rogan (1ª-10ª) Aleksandar Linta (11ª-38ª)                                                    |

## Prima fase

### Classifica finale
|  | Pos. | Squadra             | Pt | G  | V  | N  | P  | GF | GS | DR  |
|  | ---- | ------------------- | -- | -- | -- | -- | -- | -- | -- | --- |
|  | 1.   | Stella Rossa        | 81 | 30 | 26 | 3  | 1  | 79 | 17 | +62 |
|  | 2.   | Partizan            | 79 | 30 | 25 | 4  | 1  | 68 | 10 | +58 |
|  | 3.   | Čukarički           | 54 | 30 | 14 | 12 | 4  | 48 | 27 | +21 |
|  | 4.   | TSC Bačka Topola    | 41 | 30 | 11 | 8  | 11 | 44 | 41 | +3  |
|  | 5.   | Voždovac            | 40 | 30 | 11 | 7  | 12 | 41 | 37 | +4  |
|  | 6.   | Radnički Niš        | 40 | 30 | 9  | 13 | 8  | 32 | 33 | -1  |
|  | 7.   | Vojvodina           | 39 | 30 | 11 | 6  | 13 | 38 | 40 | -2  |
|  | 8.   | Napredak Kruševac   | 37 | 30 | 10 | 7  | 13 | 31 | 36 | -5  |
|  | 9.   | Mladost Lučani      | 36 | 30 | 10 | 6  | 14 | 38 | 44 | -6  |
|  | 10.  | Radnik Surdulica    | 36 | 30 | 8  | 12 | 10 | 24 | 31 | -7  |
|  | 11.  | Spartak Subotica    | 34 | 30 | 9  | 7  | 14 | 35 | 49 | -14 |
|  | 12.  | Kolubara            | 34 | 30 | 10 | 4  | 16 | 32 | 56 | -24 |
|  | 13.  | Radnički Kragujevac | 30 | 30 | 8  | 6  | 16 | 27 | 50 | -23 |
|  | 14.  | Proleter Novi Sad   | 29 | 30 | 8  | 5  | 17 | 23 | 49 | -26 |
|  | 15.  | Metalac             | 27 | 30 | 7  | 6  | 17 | 36 | 52 | -16 |
|  | 16.  | Novi Pazar          | 25 | 30 | 5  | 10 | 15 | 25 | 49 | -24 |

Legenda:
      Ammessa alla Poule scudetto
      Ammessa alla Poule retrocessione
Note:
Tre punti a vittoria, uno a pareggio, zero a sconfitta.

### Risultati
|                     | Čuk  | Kol   | Met  | MLu  | Nap | NPa  | Par  | PNS  | RKr  | RNi  | RSu  | SpS  | StR  | TSC  | Voj  | Vož  |
| ------------------- | ---- | ----- | ---- | ---- | --- | ---- | ---- | ---- | ---- | ---- | ---- | ---- | ---- | ---- | ---- | ---- |
| Čukarički           | –––– | 5-0   | 2-1  | 1-0  | 3-0 | 1-1  | 0-0  | 6-1  | 2-0  | 0-0  | 1-1  | 2-1  | 1-2  | 1-1  | 1-1  | 2-1  |
| Kolubara            | 3-1  | ––––- | 0-1  | 2-2  | 1-0 | 3-0  | 0-4  | 2-1  | 0-0  | 2-3  | 1-1  | 1-2  | 1-7  | 2-1  | 1-0  | 1-0  |
| Metalac             | 0-3  | 3-1   | –––– | 0-2  | 2-3 | 1-0  | 0-3  | 3-0  | 4-1  | 1-1  | 1-1  | 2-0  | 1-2  | 2-4  | 2-3  | 0-1  |
| Mladost Lučani      | 0-0  | 3-1   | 3-3  | –––– | 3-2 | 3-0  | 0-2  | 2-1  | 0-1  | 2-0  | 0-2  | 1-2  | 1-5  | 2-0  | 0-2  | 2-4  |
| Napredak Kruševac   | 1-2  | 3-0   | 1-0  | 2-1  | -   | 1-1  | 0-1  | 1-1  | 1-0  | 1-1  | 1-0  | 1-0  | 0-2  | 2-2  | 2-0  | 1-3  |
| Novi Pazar          | 2-2  | 1-2   | 2-0  | 0-0  | 1-0 | –––– | 1-4  | 2-0  | 0-1  | 2-1  | 1-1  | 0-1  | 0-4  | 1-1  | 1-1  | 0-0  |
| Partizan            | 2-0  | 1-0   | 3-1  | 2-1  | 0-0 | 2-0  | –––– | 0-0  | 2-0  | 4-0  | 2-0  | 5-0  | 1-1  | 2-0  | 4-1  | 4-0  |
| Proleter Novi Sad   | 1-1  | 0-1   | 1-0  | 2-3  | 1-0 | 2-2  | 0-4  | –––– | 1-1  | 2-0  | 0-2  | 0-3  | 1-2  | 1-0  | 0-1  | 1-0  |
| Radnički Kragujevac | 0-3  | 0-2   | 1-0  | 1-2  | 1-2 | 2-1  | 1-3  | 0-1  | –––– | 0-0  | 0-1  | 3-2  | 0-3  | 0-3  | 3-2  | 1-0  |
| Radnički Niš        | 1-1  | 1-0   | 1-1  | 2-0  | 4-2 | 1-1  | 0-2  | 0-1  | 2-1  | –––– | 3-0  | 0-0  | 1-5  | 1-2  | 1-0  | 1-0  |
| Radnik Surdulica    | 0-0  | 1-1   | 0-0  | 0-2  | 0-0 | 2-0  | 1-2  | 0-1  | 0-0  | 1-1  | –––– | 1-2  | 2-1  | 2-1  | 0-2  | 1-3  |
| Spartak Subotica    | 1-2  | 4-3   | 2-0  | 0-0  | 3-2 | 1-2  | 0-1  | 1-2  | 1-1  | 1-1  | 0-2  | –––– | 1-3  | 0-0  | 2-2  | 0-4  |
| Stella Rossa        | 3-0  | 3-0   | 3-1  | 1-0  | 1-0 | 5-0  | 2-0  | 3-0  | 4-1  | 1-0  | 1-1  | 3-0  | –––– | 3-1  | 0-0  | 1-0  |
| TSC Bačka Topola    | 1-2  | 4-0   | 1-2  | 2-1  | 1-2 | 2-0  | 1-3  | 2-1  | 4-4  | 1-1  | 0-0  | 2-1  | 2-3  | –––– | 1-0  | 2-1  |
| Vojvodina           | 1-2  | 2-1   | 2-2  | 3-1  | 1-0 | 2-1  | 0-2  | 2-1  | 3-1  | 1-1  | 0-1  | 2-3  | 1-2  | 0-1  | –––– | 2-0  |
| Voždovac            | 1-1  | 2-0   | 5-2  | 1-1  | 0-0 | 3-2  | 0-3  | 2-1  | 1-2  | 0-0  | 4-0  | 1-1  | 0-3  | 1-1  | 3-1  | –––– |

## Seconda fase

### Poule scudetto

#### Classifica finale
I punti conquistati nella stagione regolare vengono dimezzati. Le squadre si incontrano tra di loro una sola volta.
|                   | Pos. | Squadra           | Pt  | G  | V  | N  | P  | GF | GS | DR  |
| ----------------- | ---- | ----------------- | --- | -- | -- | -- | -- | -- | -- | --- |
| Serbia (bandiera) | 1.   | Stella Rossa      | 100 | 37 | 32 | 4  | 1  | 95 | 19 | +76 |
|                   | 2.   | Partizan          | 98  | 37 | 31 | 5  | 1  | 85 | 13 | +72 |
|                   | 3.   | Čukarički         | 60  | 37 | 15 | 15 | 7  | 54 | 34 | +20 |
|                   | 4.   | Radnički Niš      | 51  | 37 | 12 | 15 | 10 | 40 | 39 | +1  |
|                   | 5.   | Voždovac          | 49  | 37 | 13 | 10 | 14 | 48 | 45 | +3  |
|                   | 6.   | TSC Bačka Topola  | 48  | 37 | 13 | 9  | 15 | 51 | 56 | -5  |
|                   | 7.   | Vojvodina         | 45  | 37 | 13 | 6  | 18 | 44 | 51 | -7  |
|                   | 8.   | Napredak Kruševac | 38  | 37 | 10 | 8  | 19 | 31 | 51 | -20 |

Legenda:
      Campione di Serbia e ammessa alla UEFA Champions League 2022-2023
      Ammessa alla UEFA Europa League 2022-2023
      Ammesse alla UEFA Europa Conference League 2022-2023
Note:
Tre punti a vittoria, uno a pareggio, zero a sconfitta.

#### Risultati
|                   | Čuk  | Nap  | Par  | RNi  | StR  | TSC  | Voj  | Vož  |
| ----------------- | ---- | ---- | ---- | ---- | ---- | ---- | ---- | ---- |
| Čukarički         | –––– | 0-0  |      | 0-0  |      | 2-3  |      | 0-0  |
| Napredak Kruševac |      | –––– | 0-3  | 0-4  | 0-1  |      |      |      |
| Partizan          | 3-1  |      | –––– | 2-0  |      | 4-1  | 2-1  |      |
| Radnički Niš      |      |      |      | –––– |      | 2-0  | 1-0  | 0-0  |
| Stella Rossa      | 1-0  |      | 0-0  | 4-1  | –––– |      |      | 3-1  |
| TSC Bačka Topola  |      | 2-0  |      |      | 0-4  | –––– | 0-2  | 1-1  |
| Vojvodina         | 0-3  | 2-0  |      |      | 0-3  |      | –––– |      |
| Voždovac          |      | 3-0  | 0-3  |      |      |      | 2-1  | –––– |

### Poule retrocessione

#### Classifica finale
I punti conquistati nella stagione regolare vengono dimezzati. Le squadre si incontrano tra di loro una sola volta.
|  | Pos. | Squadra             | Pt | G  | V  | N  | P  | GF | GS | DR  |
|  | ---- | ------------------- | -- | -- | -- | -- | -- | -- | -- | --- |
|  | 9.   | Radnik Surdulica    | 51 | 37 | 12 | 15 | 10 | 37 | 37 | +0  |
|  | 10.  | Kolubara            | 46 | 37 | 14 | 4  | 19 | 42 | 65 | -23 |
|  | 11.  | Mladost Lučani      | 45 | 37 | 12 | 9  | 16 | 46 | 52 | -6  |
|  | 12.  | Spartak Subotica    | 44 | 37 | 12 | 8  | 17 | 45 | 60 | -15 |
|  | 13.  | Novi Pazar          | 41 | 37 | 10 | 11 | 16 | 39 | 54 | -15 |
|  | 14.  | Radnički Kragujevac | 35 | 37 | 9  | 8  | 20 | 34 | 60 | -26 |
|  | 15.  | Metalac             | 33 | 37 | 8  | 9  | 20 | 42 | 65 | -23 |
|  | 16.  | Proleter Novi Sad   | 32 | 37 | 8  | 8  | 21 | 25 | 57 | -32 |

Legenda:
  Partecipa ai play-out.
      Retrocesse in Prva Liga 2022-2023
Note:
Tre punti a vittoria, uno a pareggio, zero a sconfitta.

#### Risultati
|                     | Kol  | Met   | MLu  | NPa  | PNS  | RKr  | RSu  | SpS  |
| ------------------- | ---- | ----- | ---- | ---- | ---- | ---- | ---- | ---- |
| Kolubara            | –––– | 2-0   | 3-0  | 1-3  | 1-0  |      |      |      |
| Metalac             |      | ––––- | 0-3  | 0-3  |      |      |      | 1-1  |
| Mladost Lučani      |      |       | –––– |      | 0-0  | 0-0  | 2-3  | 2-1  |
| Novi Pazar          |      |       | 1-1  | –––– |      | 2-1  | 0-1  |      |
| Proleter Novi Sad   |      | 0-0   |      | 0-2  | –––– |      | 0-0  |      |
| Radnički Kragujevac | 1-2  | 1-2   |      |      | 2-1  | –––– |      |      |
| Radnik Surdulica    | 3-0  | 3-3   |      |      |      | 1-1  | –––– | 2-0  |
| Spartak Subotica    | 2-1  |       |      | 1-3  | 3-1  | 2-1  |      | –––– |

## Spareggio promozione/retrocessione
|                     | Risultati |                     | Luogo e data                 |
| ------------------- | --------- | ------------------- | ---------------------------- |
| Železničar Pančevo  | 1 - 3     | Radnički Kragujevac | Smederevo, 25 maggio 2022    |
| Radnički Kragujevac | 0 - 1     | Železničar Pančevo  | Kragujevac, 29 maggio 2022   |
|                     |           |                     |                              |
| IMT Belgrado        | 1 - 3     | Novi Pazar          | Novi Beograd, 25 maggio 2022 |
| Novi Pazar          | 0 - 2     | IMT Belgrado        | Novi Pazar, 29 maggio 2022   |

## Statistiche

### Individuali

#### Classifica marcatori
| Gol |  |  | Giocatore        | Squadra      |
| --- |  |  | ---------------- | ------------ |
| 29  |  |  | Ricardo Gomes    | Partizan     |
| 24  |  |  | Aleksandar Katai | Stella Rossa |
| 17  |  |  | Mirko Ivanić     | Stella Rossa |
| 13  |  |  | El Fardou Ben    | Stella Rossa |
| 13  |  |  | Uroš Đuranović   | Kolubara     |